# Кайрат Умаров
Кайрат Єрмекович Умаров (12 січня 1963, Фергана) — казахстанський дипломат. Постійний представник Казахстану при Організації Об'єднаних Націй (2017—2020).

## Біографія
Народився 12 січня 1963 року у м. Фергана (Узбекистан). Закінчив у 1985 році Алма-Атинський педагогічний інститут іноземних мов за спеціальністю «вчитель англійської та французької мов». Володіє англійською та французькими мовами.
З 1987 року викладав в Алматинському педагогічному інституті іноземних мов. Був науковим співробітником Інституту історії, етнографії та археології Академії наук Казахстану, старшим редактором перекладів з англійської мови головної редколегії з художнього перекладу при Спілці письменників Республіки Казахстан.
З 1992 року на дипломатичній роботі на посаді другого секретаря Паспортно-візового відділу МЗС Республіки Казахстан. Потім був першим секретарем Управління країн Європи та Америки та завідувачем відділу Америки Управління Європи та Америки.
У 1994 році був направлений до Посольства Казахстану в США як перший секретар, де дослужився до радника.
У 1996—1998 рр. — працював начальником управління, заступником директора департаменту Європи.
У 1998—2003 рр. — знову направлений до Посольства Казахстану у США як радник-посланець.
У 2004 році був Послом з особливих доручень МЗС Республіки Казахстан.
З квітня до серпня 2004 року — головний інспектор Центру зовнішньої політики Адміністрації Президента Республіки Казахстан.
У 2004—2009 рр. — був Послом Казахстану в Індії та Шрі-Ланці за сумісництвом.
У 2009—2013 рр. — обіймав посаду заступника міністра закордонних справ Республіки Казахстан.
У 2013—2017 рр. — був Послом Казахстану в США.
У 2017—2020 рр. — був Постійним представником Казахстану при ООН у Нью-Йорку.
З 2020 року — Надзвичайний і Повноважний Посол Казахстану в Австрії.
У 2022—2024 роках — перший заступник міністра закордонних справ Казахстану.
З 2024 року — Постійний представник Казахстану в ООН.

## Дипломатичний ранг
- Надзвичайний і Повноважний Посол.